# Oscar Odén
Oscar Wilhelm Blomgren Odén, född 1 december 1874 i Omaha, Nebraska, död i USA, var en svensk friidrottare (stavhopp) som tävlade för Örgryte IS. 
Odén var inofficiell svensk rekordhållare i stavhopp från den 8 september 1895 till 1902 med 2,95 meter. Han blev även svensk mästare i grenen 1897 (2,70 meter) och 1898 (2,60 meter).
Odén lär ha varit en mycket atletisk karl, som vid ett tillfälle ska ha gått på händer uppför trapporna i ett fyravåningshus. Han var född av svenska emigranter men flyttade tillbaka till Sverige, men utvandrade igen på 1910-talet. Han var bror till Carl Edvard Odén.